# Gertraude Mikl-Horke
Gertraude Mikl-Horke (* 6. August 1944 in Wien) ist eine österreichische Soziologin.

## Leben
Von 1962 bis 1968 studierte Mikl-Horke Handelswissenschaften an der Hochschule für Welthandel in Wien, wurde 1968 zum Doktor der Handelswissenschaften promoviert und habilitierte sich 1977 für Allgemeine Soziologie und Wirtschaftssoziologie. Von 1968 bis 1972 war sie als Dozentin an japanischen Universitäten tätig. Von 1972 bis 1981 war sie als Assistentin am Institut für Allgemeine Soziologie an der Wirtschaftsuniversität Wien tätig. Von 1978 bis 1982 war sie zudem Lehrbeauftragte für Allgemeine Soziologie (Soziologische Theorie) und Fachprüferin im Bereich Soziologie an der Grund- und Integrativwissenschaftlichen Fakultät der Universität Wien. Seit 1981 ist sie Professorin für Allgemeine Soziologie und Wirtschaftssoziologie an der Wirtschaftsuniversität Wien. In den Jahren 1990–1994, 1996–1999 und 2001–2003 war sie als Vorständin des Instituts für Soziologie und Empirische Sozialforschung an der Wirtschaftsuniversität Wien tätig.
Einer ihrer Forschungsschwerpunkte ist die Historische Soziologie der Wirtschaft.
Mikl-Horke ist Mitglied der Gesellschaft für sozioökonomische Bildung und Wissenschaft (GSÖBW).

## Ehrungen und Auszeichnungen
- 1978: Kardinal-Innitzer-Förderungspreis für Sozial- und Wirtschaftswissenschaften

## Schriften (Auswahl)
- mit Andrea Maurer: Wirtschaftssoziologie. Nomos, Baden-Baden 2015, ISBN 978-3-8252-4293-0.
- Soziologie. Historischer Kontext und soziologisch Theorie-Entwürfe. 6., überarbeitete und erweiterte Auflage. Oldenbourg, München / Wien 2010, ISBN 978-3-486-70243-9 (erste Auflage 1989, ISBN 3-486-20860-8).
- Historische Soziologie, Sozioökonomie, Wirtschaftssoziologie. VS-Verlag, Wiesbaden 2011, ISBN 978-3-531-17367-2.
- Sozialwissenschaftliche Perspektiven der Wirtschaft. Oldenbourg, München / Wien 2008, ISBN 978-3-486-58250-5.
- Industrie- und Arbeitssoziologie. 6., vollständig überarbeitete Auflage. Oldenbourg, München / Wien 2007, ISBN 978-3-486-58254-3 (erste Auflage 1991, ISBN 3-486-21955-3).
- Historische Soziologie der Wirtschaft. Wirtschaft und Wirtschaftsdenken in Geschichte und Gegenwart. Oldenbourg, München / Wien 1999, ISBN 3-486-24007-2.
- Organisierte Arbeit. Einführung in die Arbeitssoziologie. 3., durchgesehene Auflage. Oldenbourg, München / Wien 1989, ISBN 3-486-21409-8 (erste Auflage 1984, ISBN 3-486-28481-9).
- Soziologie der Gewerkschaften. Europaverlag, Wien 1977, ISBN 3-203-50639-4.
- Arbeiter unter der roten Sonne.  Japans Unternehmensgewerkschaften. Europaverlag, Wien 1976, ISBN 3-203-50571-1.